# Comuna Vilenka, Korostîșiv
Vilenka (în ucraineană Віленьківська сільська рада) este o comună în raionul Korostîșiv, regiunea Jîtomîr, Ucraina, formată din satele Onîșpil și Vilenka (reședința).

## Demografie
Componența lingvistică a comunei Vilenka
     Ucraineană (99,63%)
     Alte limbi (0,37%)
Conform recensământului din 2001, majoritatea populației comunei Vilenka era vorbitoare de ucraineană (99,63%), existând în minoritate și vorbitori de alte limbi.